# Raión de Pristen
El raión de Pristen (ruso: При́стенский райо́н) es un distrito administrativo y municipal (raión) ruso perteneciente a la óblast de Kursk. Se ubica en el sur de la óblast. Su capital es Pristen.
En 2021, el raión tenía una población de 14 326 habitantes.
El raión es limítrofe al sur con la óblast de Bélgorod.

## Subdivisiones
Comprende dos localidades urbanas y 67 localidades rurales. Las dos primeras son los asentamientos de tipo urbano de Pristen (la capital, que forma un ayuntamiento urbano sin pedanías) y Kírovski (que forma un ayuntamiento urbano con una pedanía rural). Las restantes 66 localidades rurales se agrupan, a efectos de autogobierno local (descentralización), en ocho asentamientos rurales, que reciben el nombre tradicional de selsovet (сельсовет), y que son los siguientes:
- Bóbryshevo
- Kótovo
- Nagólnoye (sede del ayuntamiento en Lug)
- Prístennoye
- Sazanovka
- Srédniaya Olshanka (sede del ayuntamiento en Vérjniaya Olshanka)
- Chernovets
- Yaryguino

El actual mapa de autogobierno local data de varias fusiones de ayuntamientos que tuvieron lugar en 2010. Sin embargo, a efectos de división territorial de los órganos internos federales y de la óblast (desconcentración), se sigue dividiendo en los veinte gobiernos locales que se habían definido en 2004, y que crearon sus ayuntamientos conforme a dicho mapa en 2006. Los diez selsovety que siguen existiendo como áreas administrativas, pero desde 2010 sin ayuntamiento, son:

- Rakitinka (integrado en Bóbryshevo)
- "Donsemitski" (integrado en Sazanovka)
- Bolshiye Seti (integrado en Prístennoye)
- Kolbasovka (integrado en Prístennoye)
- Bolshiye Kriuki (integrado en Kótovo)
- Pselets (integrado en Kótovo)
- Verjneplóskoye (integrado en Chernovets)
- Prilepy (integrado en Chernovets)
- Lug y Nagólnoye también formaban ayuntamientos separados
- Vérjniaya Olshanka y Srédniaya Olshanka también formaban ayuntamientos separados (al unirse en 2010, el nuevo selsovet se denominó inicialmente como simplemente "Olshanka", hasta que unos meses más tarde se acordó que la primera localidad sería la sede administrativa y la segunda la que daría el nombre)